# Sharon Angela
Sharon Angela (21 agosto 1961) è un'attrice, sceneggiatrice e regista statunitense, conosciuta per il personaggio di Rosalie Aprile nella serie I Soprano.
Tra le sue collaborazioni: Cabaret Maxine, (con altri attori del cast de I Soprano), The Hungry Ghosts, diretto da Michael Imperioli, Ghost Dog - Il codice del samurai, scritto e diretto da Jim Jarmusch, Two Family House e Law & Order: Criminal Intent.
Nel video game Grand Theft Auto IV ha prestato la sua voce ad Angie Pegorino.

## Doppiatrici italiane
Nelle versioni in italiano delle opere in cui ha recitato, Sharon Angela è stata doppiata da:
- Stefania Romagnoli ne I Soprano
- Cristina Giolitti in Law & Order: Criminal Intent